# Калиев йодид
Калиевият йодид (KI) представлява твърдо бяло кристално разтворимо вещество. Широко разпространен източник на йод е, тъй като е по-малко хигроскопичен от натриевия йодид.
Моларната му маса е 166.00 g/mol, плътността му е 3.13 g/cm3.
Точка на топене — 681 °C (954 K), точка на кипене – 1330 °C (1603 K)

## Химически свойства
Калиевият йодид е силно разтворим във вода и етилов алкохол. Когато стои на светло, особено ако е влажно, веществото се окислява, отделяйки йод, и пожълтява, затова трябва да се съхранява в тъмни стъкленици.

## Приложения
Използва във фотографията за приготовлението на сребърен йодид за високочувствителни фотографски филми.
Някога калиевият йодид се е използвал като добавка в готварската сол като източник на йод, но поради химическата си нестабилност сега почти напълно е изместен от калиевия йодат.
В медицината се използва за предпазване на щитовидната жлеза от натрупващия се в нея радиоактивен йод, калиевият йодид обаче не може да служи за защита при друг вид радиоактивни замърсявания.
В химията се използва като реактив при химически изследвания.